# Krn, Kobarid
Krn je majhna vasica pod istoimensko goro Krn v Občini Kobarid.